# Heliophila namaquana
Heliophila namaquana är en korsblommig växtart som beskrevs av Harry Bolus. Heliophila namaquana ingår i släktet solvänner, och familjen korsblommiga växter. Inga underarter finns listade i Catalogue of Life.